# نیسا (آناتولی)
نیسا نام شهری باستانی در آناتولی بود. بقایای این شهر امروزه در سلطان حصار ترکیه قرار دارند.
این شهر برای مدتی جزء کاریا یا لیدیه بود.

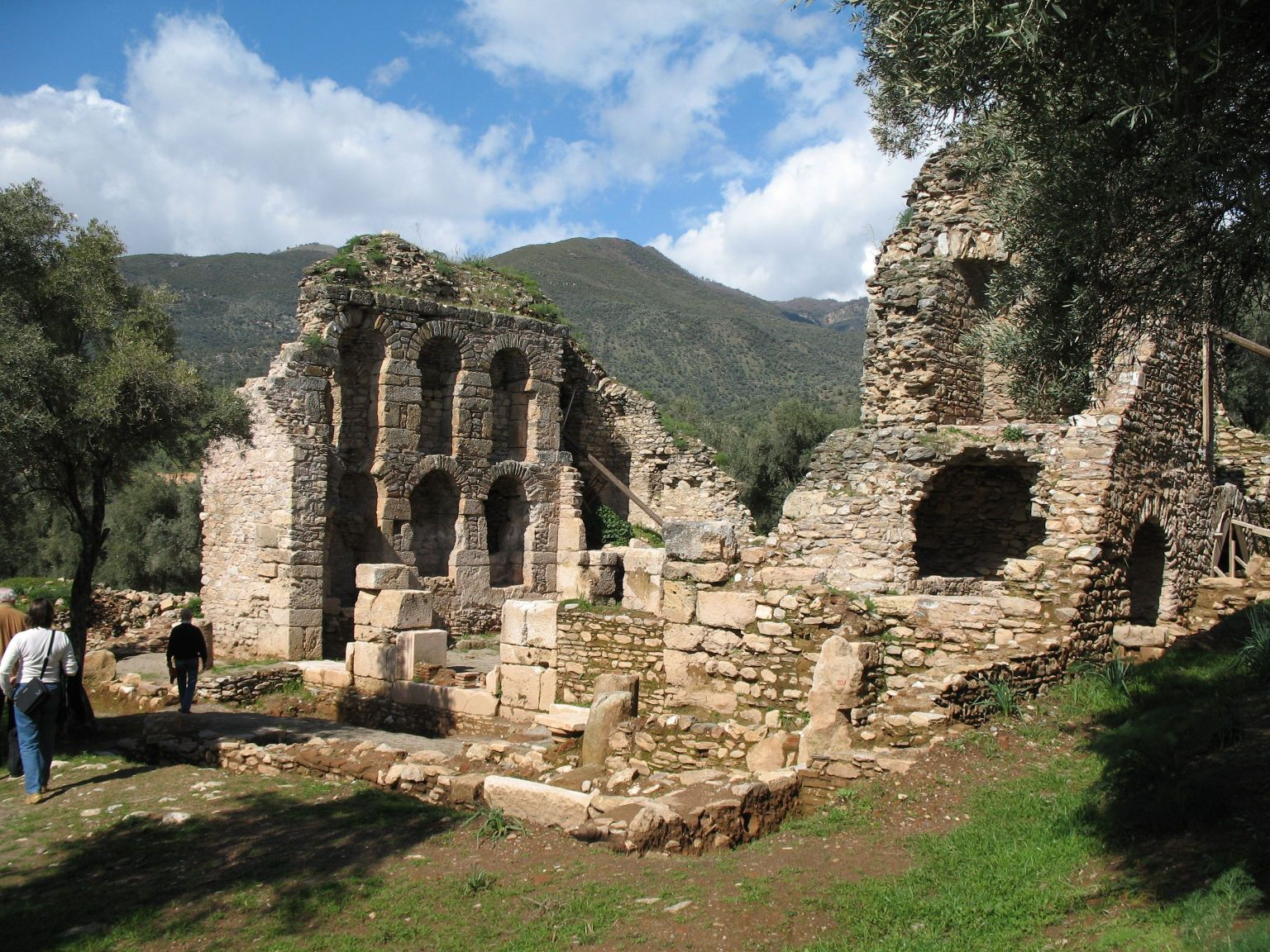
کتابخانهٔ نیسا